# Karl Sapper
Karl Theodor Sapper (Wittislingen, Baviera, 6 de febrer de 1866 - Garmisch-Partenkirchen, Baviera, 29 de març de 1945) va ser un geògraf, vulcanòleg i etnòleg alemany qui, a la fi del segle xix, va realitzar un recorregut i importants recerques geològiques, arqueològiques i lingüístiques, a Mesoamèrica. La contribució de Sapper a l'estudi de les llengües maies, a partir del seu viatge i les seves publicacions de 1912, estableix que les regions dels alts de Chiapas i de Guatemala, particularment l'anomenada sierra de los Cuchumatanes, fou el punt de partida des del qual, tant les llengües com les ètnies maies, es van diversificar.

## Biografia
Durant els anys finals del segle xix, entre 1892 i 1896 va realitzar un extens recorregut científic a Mèxic, en Guatemala i en Hondures. Aquest viatge li va permetre escriure un bon nombre de tractats sobre la geologia de la regió mesoamericana i també sobre diverses ètnies naturals dels llocs que va visitar, molt especialment dels maies. Va contribuir a donar solidesa a la hipòtesi que va ser a la regió dels Cuchumatanes on va estar l'origen primigeni de la llengua i de la civilització maia.
Va publicar nombrosos articles científics sobre geologia, arqueologia i lingüística.

## Obra
Entre otros, Sapper escribió:
- Sobre la geografía física y la geología de la península de Yucatán, 1896 (traduït i publicau a l'Enciclopedia Yucatanense)
- Das nordliche Mittel-Amerika. Nebst einem Ausflug nach dem Hochlandvon Anahuac-reisen und Studien aus den Jahren 1888-1895. Braunschweig (1897)
- Die Ansiedelung von Europäern in den Tropen / Teil 2. Mittelamerika, Kleine Antillen, Niederländisch-West- und Ostindien, Unveränd. Nachdr. der Ausg. München und Leipzig, Duncker & Humblot, 1912 Vorhanden in Leipzig Vorhanden in Frankfurt
- México; Land, Folk and Wirtschaft, 1928
- The Verapaz in the sixteenth and seventeenth centuries. Los Angeles: Institute of Archaeology, University of California, 1935
- Beiträge zur Kenntnis der Besitzergreifung Amerikas und zur Entwicklung der altamerikanischen Landwirtschaft durch die Indianer, Hamburg : Friederichsen, de Gruyter & Co., 1938
- Mittelamerika. Heidelberg : Carl Winter, 1937